# Alexander Koch (acteur)
Alexander Koch (Grosse Pointe Park, 24 februari 1988) is een Amerikaans acteur.

## Biografie
Koch werd geboren in Grosse Pointe Park in een gezin van drie kinderen, en doorliep de high school aan de Grosse Pointe South High School in zijn geboorteplaats waar hij in 2006 zijn diploma haalde. Tijdens zijn studietijd op de highschool begon hij met acteren in het schooltoneel. Hierna studeerde hij verder aan de theaterschool aan de DePaul University in Chicago waar hij in 2012 zijn bachelor of fine arts haalde in acteren.

## Carrière
Koch begon in 2011 met acteren in de korte film The Ghosts, waarna hij nog enkele rollen speelde in een korte film en een televisieserie. Hij is vooral bekend van zijn rol als Junior Rennie in de televisieserie Under the Dome waar hij al in 39 afleveringen speelde (2013-2015).

## Filmografie

### Films
Uitgezonderd korte films.
| Jaar | Titel                   | Rol     |
| ---- | ----------------------- | ------- |
| 2023 | Happiness for Beginners | Duncan  |
| 2020 | Big Fork                | Kipton  |
| 2020 | Sightless               | Clayton |
| 2020 | Black Bear              | Mike    |
| 2017 | Parked                  | Mark    |
| 2017 | Maya Dardel             | Paul    |
| 2016 | Always Shine            | Matt    |

### Televisieserie
Uitgezonderd eenmalige gastrollen.
| Jaar      | Titel          | Rol                   | afl.    |
| --------- | -------------- | --------------------- | ------- |
| 2020      | Lucifer        | Pete Daily            | 3 afl.  |
| 2019      | The Code       | Bard                  | 3 afl.  |
| 2013-2015 | Under the Dome | Junior (James) Rennie | 39 afl. |

- International Standard Name Identifier: 0000 0004 4617 409X
- Library of Congress Control Number: no2015007799
- Nederlandse Thesaurus van Auteursnamen: 386034648
- Virtual International Authority File: 314816016
- WorldCat: E39PBJfh8Y7936jktdxHhpkCcP